# Tradescantia roseolens
Tradescantia roseolens là một loài thực vật có hoa trong họ Commelinaceae. Loài này được Small miêu tả khoa học đầu tiên năm 1924.